# 柱軸

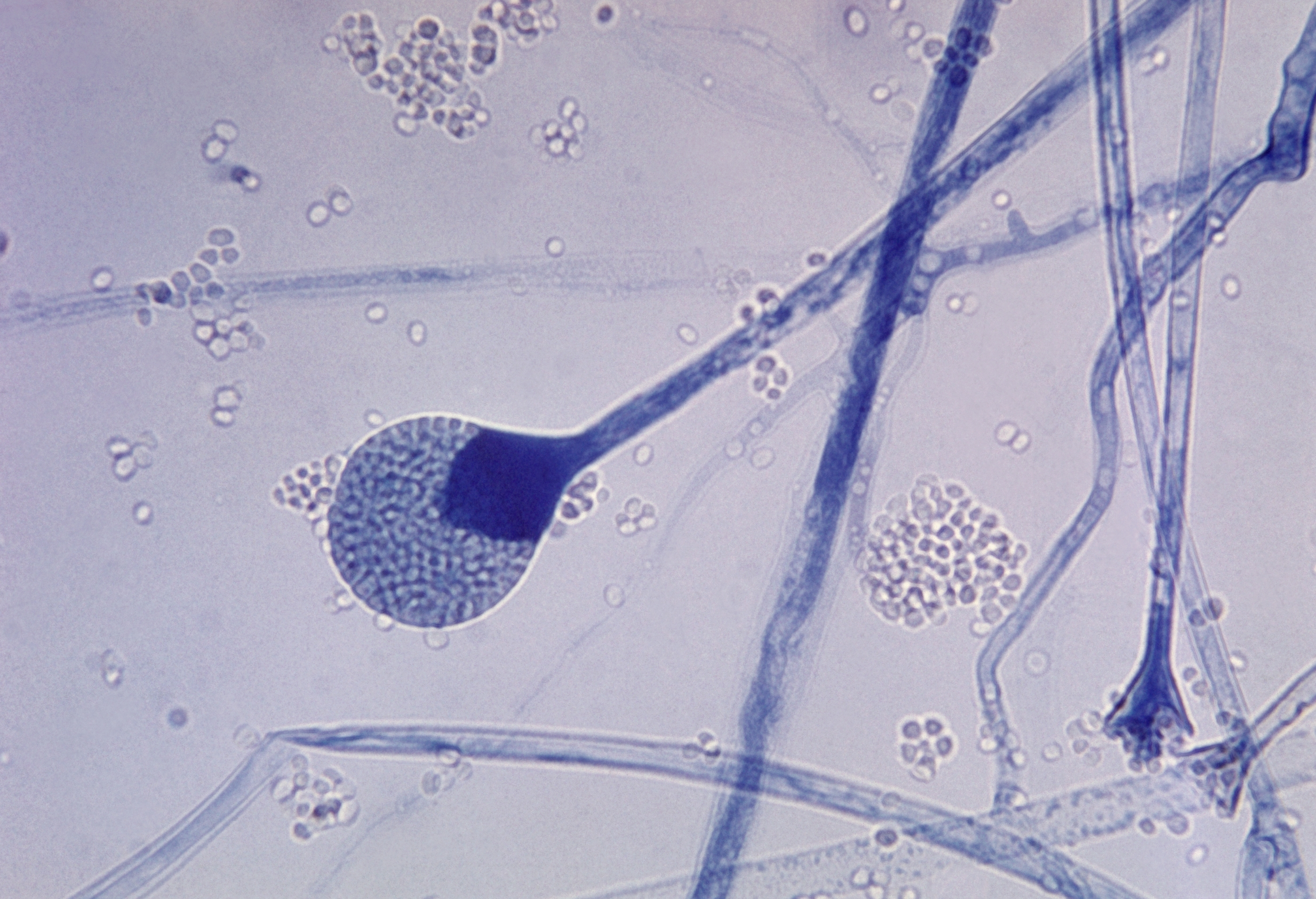
ケカビ類（多分ユミケカビ）の胞子嚢
青く着色しているのが柱軸

柱軸（ちゅうじく columella）あるいは軸柱（じくちゅう）とは、胞子を形成する袋である胞子嚢の中心に残る不実の構造のことである。胞子嚢を形成する生物でも、必ず見られるというものではない。
柱軸は、往々にして胞子嚢の柄の延長として胞子嚢内に伸びているように見える。胞子としては機能しない。代表的なものは接合菌類のケカビ目、変形菌類、コケ類に見られる。その機能は胞子嚢を支えることにあるように見える場合もあるが、はっきりとはしない。群が異なっても同じ名で呼ぶが、それぞれに関係は無いと思われる。それぞれ簡単に解説する。なお、柱軸と軸柱、英語ではいずれも columella である。どちらの訳語を使ってもよい場合もあるが、たいていは群によってどちらを使うかがほぼ決まっている。英語仮名書きでコルメラなどということもある。

## ケカビ目の場合
ケカビの場合、球形の胞子嚢の内部が細胞分裂して胞子となるとき、中心部に分裂しない部分が残り、これが柱軸である。この部分は表面がはっきりした細胞壁で区切られ、その内部は胞子嚢柄と連続している。胞子が成熟すると胞子嚢壁がくずれて胞子は放出されるが、その後には胞子嚢柄と柱軸が残る。柱軸は丈夫で胞子嚢柄が崩れてもその形を崩さないことが多い。胞子嚢の大きさによって柱軸の大きさにも差があるのが普通。
柱軸の形は分類群によってやや異なるが、同一株内でも変異があり、それほど明確な特徴とはならない。しかしある程度は傾向があり、ケカビでは円形、楕円形、あるいはヒョウタン形などで、クモノスカビではドーム型、ユミケカビでは円錐形で、先端に小突起を持つものが多い。
ケカビの場合、柱軸の基部で胞子嚢柄が絞ったようになり、その境界がはっきりしているが、ユミケカビなどでは、胞子嚢柄の先端は次第に幅広くなって柱軸に続くので、胞子嚢の基部は先に向かって円錐形に広まっている。この部分をアポフィシスと言い、これがあるかどうかは分類上で重要な特徴とされている。
ケカビ類のなかで、大型の胞子嚢をつけるものでは、ほとんど柱軸が形成される。ウンベロプシスは大型の胞子嚢を作るが、柱軸はごく小さいかほとんどない。クサレケカビ目のクサレケカビも類似した大型の胞子嚢を作るが、柱軸は形成せず、胞子が散布された後の胞子嚢柄の先端は単にそこから先が折れてなくなったようになるか、わずかに胞子嚢壁が襟状に残る。この類では柱軸を形成しないのが特徴となっている。
小胞子嚢では柱軸を作るものもあるが多くない。分節胞子嚢では柱軸は形成されない。
なお、柱軸の役割はよく分からない。クモノスカビの場合、胞子嚢壁が壊れた後、柱軸が傘のように広がり、その表面に胞子が並ぶようになるので、胞子の散布になんらかの役割をもっているかもしれない。

## 変形菌の場合
変形菌類の場合、胞子嚢の内部に柄の延長が入り込んだようになったものをこう呼ぶ。日本語名としては軸柱（じくちゅう）が主として使われる。
変形菌の子実体は表面を膜に覆われた胞子嚢で、その内部には胞子と、細かい糸状の構造である細毛体が含まれる。細毛体は網状になっており、胞子が成熟して壁が壊れると、細毛体は伸びてスポンジ状に広がり、胞子を飛ばすようになっている。この細毛体は柱軸とつながっている。柱軸も細毛体も非細胞性である。柱軸は細長く先まで伸びるものもあるが、丸くて基部に止まるものもある。このような特徴は種を区別するのに利用されることもある。
これらの関係は群によって異なり、ムラサキホコリなどでは糸毛体が柱軸の延長ないし分枝であるように見える。軸柱がはっきりせず、細毛体が寄り集まっているだけに見えるものも多い。
また、軸柱のような構造でありながら柄とは繋がっていない例もあり、これを擬軸柱という。

## コケ類の例
蘚類の胞子嚢は朔（さく）といわれ、その中心には胞子にならない部分があり、これが軸柱といわれる。朔は先端の口が開いて胞子を散布するため、軸柱が表に露出することはない。ツノゴケ類の場合、朔は細長く真っ直ぐに立ち、その中心を貫く芯のような形で軸柱がある。朔の壁は縦に二つに裂け、中心の軸柱が残る。これらの軸柱は多細胞の構造である。
苔類はむしろ軸柱がないのが特徴である。